# Mîkolaiivka, Bilokurakîne
Mîkolaiivka (în ucraineană Миколаївка) este un sat în comuna Hladkove din raionul Bilokurakîne, regiunea Luhansk, Ucraina.

## Demografie
Componența lingvistică a localității Mîkolaiivka
     Rusă (60%)
     Ucraineană (40%)
Conform recensământului din 2001, majoritatea populației localității Mîkolaiivka era vorbitoare de rusă (60%), existând în minoritate și vorbitori de ucraineană (40%).